# Ahmed Doğan
Ahmed Doğan (în bulgară Ахмед Денир Доган, pe numele de la naștere Ahmed Ismailov Ahmedov; n. 29 martie 1954, Pcelarovo, Gheneral Toșevo, Regiunea Dobrici, Bulgaria) este un politician bulgar de origine turcă. El a fost președinte al Mișcării pentru Drepturi și Libertăți (DPS) din 1990 până în 2013.

## Viața și cariera
Ahmed Dogan s-a născut în Pcelarovo, un sat cu populație bulgară și romă. În 1981 și-a terminat studiile de filosofie la Universitatea din Sofia, iar în 1986 a obținut echivalentul de doctorat, după terminarea unei disertații cu tema "Analiza filosofică a principiului simetriei". El este fondatorul Mișcării pentru Drepturi și Libertăți (DPS), un partid liberal care pretinde că reprezintă interesele minorității turce din Bulgaria.
În septembrie 2007, numele lui Doğan a fost menționat într-un raport oficial al colaboratorilor poliției secrete comuniste. Potrivit raportului, Dogan a fost agent plătit al Comitetului pentru securitatea statului din august 1974 până în martie 1988.
În octombrie 2010, Curtea Administrativă Supremă (SAC) din Sofia la achitat pe Dogan de corupție într-un caz introdus de Comisia parlamentară privind taxele de consultare plătite în 2008 și 2009 pentru proiectele hidroenergetice.